# Jean Louvet
Jean Louvet (* um 1370; † um 1440), genannt Le Président de la Provence, war Seigneur de Thiais und fünf Jahre lang der bedeutendste Berater des französischen Königs Karl VII.
Ende des Jahres 1415 – er war Präsident des Rechnungshofes in Aix-en-Provence – ging er gemeinsam mit seinem Landesherrn, Herzog Ludwig II. von Anjou, Graf von Provence und Titularkönig von Neapel nach Paris, wo er den Haushalt der Königin Isabeau führte. Nachdem er sich mit ihr zerstritten hatte, schloss er sich ihrem Sohn, dem Dauphin Dauphin Karl an. Er wurde eine der wichtigsten Personen der Partei der Armagnaken und war – gemeinsam mit Tanneguy du Chastel, einem anderen Parteigänger Karls VII. – einer der Täter bei der Ermordung des Herzogs Johann Ohnefurcht von Burgund am 10. September 1419.
Nach Karls Thronbesteigung (1422) war er fünf Jahre lang dessen wichtigster Berater. Seine Habgier schuf ihm jedoch Feinde, und er musste sich auf Betreiben der Schwiegermutter des Königs, Jolanthe von Aragón (der Ehefrau des Herzogs von Anjou), und ihres Schützlings Arthur de Richemont, der 1426 zum Connétable ernannt wurde und bestimmenden Einfluss auf den König gewann, zurückziehen. Er übernahm das Amt  des Kapitäns von Avignon und spielte noch bis zu seinem Tod eine einflussreiche Rolle in seinem Exil.
Seine Tochter Marie heiratete vor 1425 Jean de Dunois, den unehelichen Sohn von Louis de Valois, duc d’Orléans, und Waffengefährten Jeanne d’Arcs. Sie starb wohl 1437.